# جوردن هيل (لاعب كرة قدم)
جوردن هيل (بالإنجليزية: Jordan Hill)‏ هو لاعب كرة قدم أمريكي في مركز الدفاع، ولد في 8 أكتوبر 1996 في تشيسابيك في الولايات المتحدة. لعب مع Orlando City B ‏.